# Rayons uraniques
Les rayons uraniques sont une ancienne appellation des rayonnements émis par l'uranium lors de leur découverte par Henri Becquerel en mars 1896.
Choisissant ces rayons uraniques comme sujet de thèse, Marie Curie perfectionne et généralise la compréhension de ces rayons sous le nom de radioactivité à la suite de ses observations sur le polonium et le radium. Marie Curie prouvera dans sa thèse de doctorat que les "rayonnements de Becquerel"(rayons uranique) ne sont pas une propriétés chimiques mais une propriétés de l'atome.
En 1903, le prix Nobel de physique est attribué à Becquerel pour « la découverte de la radioactivité spontanée », et à Pierre et Marie Curie pour « leurs recherches sur les phénomènes de radiation découverts par le professeur Becquerel », consacrant leurs travaux respectifs.
L'appellation rayons uraniques n'est plus utilisée aujourd'hui.